# 앙투안 아르노
앙투안 아르노(Antoine Arnauld, 1612년 2월 6일 ∼ 1694년 8월 8일)는 프랑스의 신학자이다. 1641년 파리대학에서 신학박사 학위를 받았으며, 아우구스티누스 학설을 따라, 신의 은총에 대해 가장 엄격한 계율로 되돌아갈 것을 주장하는 얀선파의 지도자가 되어 근대주의의 예수회와 대립했다.
소르본대학에서 신학 연구를 하던 중인 1643년에는 예수회의 도덕성을 비난하는 ≪빈번한 영성체에 대해≫를 저술해 예수회와의 대립이 격화되었고, 1656년 그 대학에서 제명되었다. 그 후에는 파스칼 서한집의 자료를 정리하면서 1668년까지 파리 근교 포르루아얄 수도원에서 은둔 생활을 했다. 그 후 루이 14세가 얀선파를 더욱 탄압했기 때문에 1679년 벨기에로 피신해 브뤼셀에서 1694년에 생을 마감했다.
포르루아얄 수도원 부속학교를 위해 클로드 랑슬로와 함께 ≪일반이성문법≫을, 니콜과 함께 ≪논리학≫을 저술했다. 그리고 데카르트의 ≪성찰록≫에 대한 논박, 말브랑슈, 라이프니츠와의 철학적 대담으로도 유명하다.